# Back to the Egg
Back to the Egg (englisch für „Zurück zum Ei“, sinngemäß „Zurück zum Ursprung“) ist das siebte und letzte Studioalbum und das insgesamt neunte Album der Gruppe Wings. Gleichzeitig ist es das zwölfte Musikalbum von Paul McCartney nach der Auflösung der Band The Beatles. Es wurde am 8. Juni 1979 in Großbritannien und am 11. Juni 1979 in den USA veröffentlicht.

## Entstehung
Nach der Veröffentlichung des Albums London Town im März 1978 mussten sich die Wings neu orientieren. Der Vertrag mit Capitol Records war abgelaufen, sodass Paul McCartney einen neuen Plattenvertrag mit Columbia Records unterschrieb. Gleichzeitig musste Ersatz für den Gitarristen Jimmy McCulloch und den Schlagzeuger Joe English gefunden werden, die die Gruppe während der Produktion von London Town verlassen hatten. Für Jimmy McCulloch kam Gitarrist Laurence Juber, der bis dahin als Studiogitarrist unter anderem für Shirley Bassey gearbeitet hatte. Joe English wurde durch den Schlagzeuger Steve Holley ersetzt, der in einem Interview sagte: „Ich habe verdammte sieben Jahre gehungert, bis ich diesen Job bei den Wings bekam. Ich hatte zwar schon für Elton John und Kiki Dee getrommelt, aber erst jetzt geht es mir zum erstenmal in meinem Leben gut.“ Beide Musiker wurden über Denny Laine in die Gruppe eingeführt.
Am 5. und 6. Mai 1978 nahmen die Wings in neuer Besetzung ihr erstes Lied Same Time Next Year für den Film Nächstes Jahr, selbe Zeit auf. Die Studioarbeiten erfolgten in den RAK Studios und den Abbey Road Studios in London. Die Produzenten waren Paul McCartney und Chris Thomas. Da das Lied aber schließlich nicht für den Soundtrack verwendet wurde, erschien es im Februar 1990 als B-Seite der Single Put It There.
Für den Film Der Himmel soll warten wurde von den Wings das Lied Did We Meet Somewhere Before? aufgenommen, auch dieses Stück wurde für den geplanten Soundtrack nicht verwendet, dafür aber ein Jahr später für Film Rock ’n’ Roll Highschool mit den Ramones als Hauptdarsteller. Der Titel ist bisher nicht legal erhältlich und wurde lediglich auf Bootlegs veröffentlicht.
Linda McCartney sagte zur ursprünglichen Albumidee: „Es begann als Konzeptalbum. Es hatte eine Reiseidee, bei der jemand in einer regnerischen Nacht in seinen Van stieg und auf den Gig zusteuerte, aber am Ende waren es nur Songs.“ Laurence Juber ergänzte: „Die meisten Tracks wurden live aufgenommen. Die meisten Backing-Tracks wurden als Band aufgenommen, wobei jeder seine jeweiligen Instrumente spielte. Manchmal wurden Lieder ohne Schlagzeug aufgenommen, die später hinzugefügt wurden.“
Die Aufnahmen für das Album dauerten rund ein Jahr. Vom 29. Juni bis zum 27. Juli 1978 nahmen die Wings im Spirit of Ranachan Studio in Schottland den ersten Titel To You auf. Weitere Lieder, die während dieser Zeit dort aufgenommen wurden, sind: Again and Again and Again, Arrow Through Me, Winter Rose, Spin It On, Old Siam, Sir, Maisie (das Lied wurde 1982 auf dem Laurence Juber-Album Standard Time in einer überarbeiteten Version veröffentlicht) und eine Rohversion von Love Awake.
Im Juli 1978 wurden auch Demo-Aufnahmen für einen eventuellen Soundtrack des geplanten Animationsfilms Rupert the Bear aufgezeichnet. Die Lieder, die bisher lediglich als Bootleg erhältlich sind, sind folgende: Rupert Song, Tippi Tippi Toes, Flying Horses, When the Wind Is Blowing, The Palace of the King of the Birds, Sunshine Sometime, Sea/Cornish Wafer, Storm, Nutwood Scene, Walking in the Meadow, Sea Melody und Rupert Song.

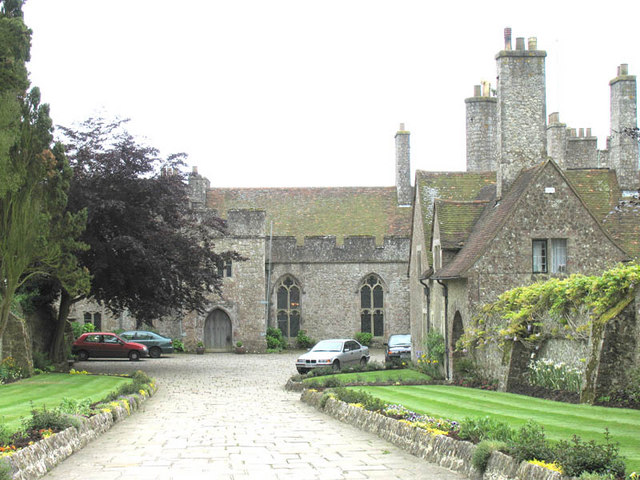
Lympne Castle, in dem Teile des Albums aufgenommen wurden

Vom 11. bis zum 29. September 1978 begaben sich die Wings für drei Wochen in die englische Grafschaft Kent, wo Paul McCartney das Lympne Castle von Deirdre und Harry Margary für Studioaufnahmen gemietet hatte. „Es mag für viele unvorstellbar klingen, dass die alte Schloßhalle eine bessere Akustik hat als so manches Tonstudio. Darum wollte ich unbedingt hier arbeiten“, so Paul McCartney. Auf Lympne Castle entstanden die Titel Reception, We’re Open Tonight, After the Ball/Million Miles und The Broadcast; eine neue Version von Love Awake und ein Demo von Rockestra Theme. Weitere eingespielte aber nicht veröffentlichte Lieder waren: Cage und das Instrumentallied Ranachan Rock. Cage war ursprünglich für die Album-Veröffentlichung gedacht, wurde aber dann durch Baby’s Request ersetzt. Auch den Song Getting Closer hatte McCartney dort zu schreiben begonnen. Als Reklame-Gag wurde behauptet, dass sich während der Aufnahmen ein Schlossgespenst im Turm von Lympne Castle aufgehalten habe. „Wir haben sogar die unheimlichen Geräusche aufgenommen und als Hintergrund bei einigen Songs verwendet“, so Paul McCartney, auch wenn derartige Geräusche nicht auf der Platte zu hören sind.
Von Oktober bis Dezember 1978 wurden weitere Aufnahmen in den Abbey Road Studios in London getätigt, wo die Lieder Rockestra Theme, So Glad to See You Here, Getting Closer und Baby’s Request aufgenommen wurden. Die Rockestra Theme/So Glad to See You Here-Session wurde am 3. Oktober aufgenommen und umfasste einige der bekanntesten Rockmusiker Großbritanniens, dazu gehörten David Gilmour von Pink Floyd, Hank Marvin von The Shadows, Pete Townshend von The Who, John Bonham und John Paul Jones von Led Zeppelin, Ronnie Lane und Kenney Jones von The Faces sowie weitere Künstler. Die Aufnahmen wurden ebenfalls gefilmt. Im Jahr 1980 wurde Rockestra Theme mit einem Grammy in der Sparte „Best Rock Instrumental Performance“ ausgezeichnet.
Vom Dezember 1978 bis zum Februar 1979 erfolgten weitere Aufnahmen im Paul McCartneys Replica Studio, das im Wesentlichen ein Nachbau des Kontrollraums („mixing room“) von Studio 2 der Abbey Road Studios war und am Londoner Soho Square gelegen ist. Während dieser Zeit wurden auch die beiden Lieder der Single Goodnight Tonight / Daytime Nightime Suffering aufgenommen, die im März 1979 veröffentlicht wurden. Trotz des Singleerfolgs (Platz 5 in den USA und Großbritannien) verzichtete man darauf, das Stück zu einer Vorabsingleauskopplung des Albums zu machen. Weiterhin wurde die Coda zu So Glad To See You Here und das Ende von Spin It On sowie weitere Overdubs aufgenommen. Im Anschluss an diese Arbeiten wurde Replica Studio demontiert und die provisorischen Wände und Barrieren entfernt.
Vom 28. Mai bis zum 6. Juni 1979 waren die Wings zu Musikvideoaufnahmen im Lympne Castle, wo sie auch die Lieder Weep for Love und Robber’s Ball aufnahmen. Es ist nicht wahrscheinlich, dass die beiden Titel noch für das Album Back to the Egg (Veröffentlichungstermin: 8. Juni 1979) vorgesehen waren. Weep for Love wurde auf dem Denny-Laine-Album Japanese Tears im Dezember 1980 veröffentlicht, während das Lied Robber’s Ball lediglich auf Bootlegs veröffentlicht worden ist.
Back To The Egg wurde schließlich in der Abbey Road fertiggestellt, mit Overdubs und Abmischungen im März und Anfang April 1979. Die letzte Aufnahme fand am 1. April statt, als die Black Dyke Mills Band ihre Parts für Love Awake aufnahm.
Paul McCartney sagte im Nachhinein über das Album: "Es war eine Art „Zurück zu den Anfängen“ für uns, während wir es machten, und verschiedene Dinge ausprobierten. Der Titel schien es einfach zusammenzufassen, Back To The Egg, zurück zum Anfang. Es ist ein gutes Album."
Am 12. Juni 1979 Uhr gab McCartney eine Pressekonferenz im Studio Zwei der Abbey Road Studios. Das Studio war so eingerichtet, dass es wie eine riesige Bratpfanne aussah, wobei die Wände mit schwarzen Vorhängen bedeckt und die Tische mit gelben Sonnenschirmen geschmückt waren, um Eigelb darzustellen. Das Album wurde geladenen Gästen und Reportern vorgespielt, denen auch eine gekürzte 15-minütige Version des Rockestra-Films gezeigt wurde. Für Promotionzwecke wurde in Großbritannien eine limitierte Picture-Disc-Ausgabe des Albums hergestellt.
Back To The Egg sollte ursprünglich den Titel We're Open Tonight tragen, bis Linda McCartney den endgültigen Titel vorschlug. Kommerziell wurde Back to the Egg kein Erfolg im Vergleich zu den vorgehenden sechs Alben der Wings, nur Wild Life erreichte noch niedrigere Chartpositionen.

## Covergestaltung
Das LP-Cover zeigt auf der Vorderseite ein Foto der fünf Bandmitglieder in einem schwachbeleuchteten Kaminzimmer. Sie haben den Teppich zurückgerollt und blicken durch die Bodenluke eines Raumschiffs in den Weltraum auf die Erdkugel. Die Vorderseite des Covers enthält wie bereits Wild Life aus dem Jahr 1971 weder den Gruppennamen, noch den Titel des Albums. Die Rückseite zeigt oben den Gruppennamen und den Titel des Albums sowie die Lieder der beiden LP-Seiten. Mittig sind Einzelaufnahmen der fünf Bandmitglieder zu sehen. Das Coverfoto wurde von John Shaw in seinem Studio in London aufgenommen. Das Art-Konzept stammt von der Designfirma Hipgnosis.
Die eigentliche LP ziert mittig das Bild eines Spiegeleis, die A-Seite zeigt dabei das Spiegelei „sunny side up“, also ein nur auf einer Seite gebratenes Ei, bei dem das Eiweiß geronnen, das Dotter aber noch flüssig ist. Die B-Seite zeigt das Spiegelei „over easy“, also ein auf beiden Seiten gebratenes Ei. Auch bei der CD-Veröffentlichung 1993 wurde der Tonträger mit dem Bild eines Spiegeleis bedruckt.

## Titelliste
Alle Titel wurden von Paul McCartney geschrieben, nur Again and Again and Again wurde von Denny Laine komponiert.
Seite 1: Sunny Side Up
1. Reception – 1:08
2. Getting Closer – 3:22
3. We’re Open Tonight – 1:28
4. Spin It On – 2:12
5. Again and Again and Again – 3:34
6. Old Siam, Sir – 4:11
7. Arrow Through Me – 3:37

Seite 2: Over Easy
1. Rockestra Theme – 2:35
2. To You – 3:12
3. After the Ball/Million Miles – 4:00
4. Winter Rose/Love Awake – 4:58
5. The Broadcast – 1:30
6. So Glad to See You Here – 3:20
7. Baby’s Request – 2:49

1989 und 1993 Remaster-Bonustracks
1. Daytime Nighttime Suffering – 3:23
2. Wonderful Christmastime – 3:49
3. Rudolph the Red-Nosed Reggae – 1:48

iTunes Bonus-Titel (2007)
- Goodnight Tonight (Extended Version) – 7:16

## Wiederveröffentlichungen
- Am 24. Juli 1989 wurde das Album erstmals auf CD mit drei Bonusliedern veröffentlicht. Der CD liegt ein zweifach aufklappbares bebildertes Begleitblatt bei.[10]
- Am 9. August 1993[11] wurde die CD in einer von Peter Mew erneut remasterten Version mit denselben drei Bonusliedern veröffentlicht. Der CD liegt ein vierseitiges bebildertes Begleitheft bei, das Information zum Album enthält.[12]
- Im Mai 2007 wurde das Album im Download-Format veröffentlicht.

## Single-Auskopplungen

### Goodnight Tonight
Am 23. März 1979 (USA: 19. März 1979) erschien die Single Goodnight Tonight / Daytime Nighttime Suffering, die auch als 12″-Vinyl-Maxisingle mit einer längeren A-Seite veröffentlicht wurde.
Die Promotionsingle wurde in den USA wie folgt veröffentlicht: auf der A-Seite befindet sich die Monoversion und auf der B-Seite die Stereoversion des Liedes der A-Seite der Kaufsingle.

### Getting Closer
Im Juli 1979 erschien in Deutschland (USA: 4. Juni 1979) die Single Getting Closer / Spin It On.
Die Promotionsingle wurde in den USA wie folgt veröffentlicht: auf der A-Seite befindet sich die Monoversion und auf der B-Seite die Stereoversion des von Paul McCartney komponierten Liedes der A-Seite der Kaufsingle.

### Old Siam, Sir
In Großbritannien war die erste Singleauskopplung Old Siam, Sir / Spin It On, sie erfolgte am 1. Juni 1979.

### Getting Closer/Baby’s Request
In Großbritannien wurde am 10. August 1979 die Doppel-A-Seiten-Single Getting Closer / Baby’s Request veröffentlicht.

### Arrow Through Me
In den USA erschien am 13. August 1979 als zweite Singleauskopplung Arrow Through Me / Old Siam, Sir.
Die Promotionsingle Arrow Through Me wurde in den USA erstmals auf beiden Seiten in Stereo veröffentlicht.

### Weitere Singleveröffentlichungen
- In Frankreich und den Niederlanden erschien im November 1979 als zweite Singleauskopplung Rockestra Theme / Old Siam, Sir.[24]
- Im Dezember 1980 erschien in den USA die Single Goodnight Tonight / Getting Closer von Columbia Records als Wiederveröffentlichung.[25]

### Musikvideos
Musikvideos wurden zu den Single-A-Seiten gedreht.

## Kritik
Das Freizeit-Magazin lobte Back to the Egg. Die Titel seien „im typischen Wings-Sound, musikalisch voll ausgefallener Ideen und fetzig gespielt.“ Bravo hob hervor, dass sich die Platte nicht an der Single Goodnight Tonight orientiere: „Kein Disko, kein Schmalz – Paul geht völlig neue, für ihn ungewöhnliche Wege. Er rockt wie ein 20jähriger, fetzt mit einer Power, als wollte er der Welt zeigen, was die Stunde geschlagen hat. Und das alles mit der bei ihm gewohnten Qualität.“
Andere Kritiker verrissen Back to the Egg: „Der Tiefpunkt wurde 1979 erreicht. Die im Juli erschienene Back to the Egg-LP enttäuschte trotz der Mitwirkung einiger Rockgrößen mal wieder. Paul schien in seine eigene Welt eingelullt zu sein, und man konnte sich bald nur noch über seine Sorglosigkeit wundern.“ So wurde McCartney zu Beginn der Japan-Tournee zum Album 1980 wegen Rauschgiftbesitzes festgenommen und saß zehn Tage in Untersuchungshaft.
Allmusic bewertete Back to the Egg mit zwei von fünf Sternen und kritisierte vor allem die Titel, denen in jeder Hinsicht das gewisse Etwas fehle.

## Kommerzieller Erfolg

### Chartplatzierungen

#### Album
| ChartsChartplatzierungen       | Höchstplatzierung | Wochen |
| ------------------------------ | ----------------- | ------ |
| Deutschland (GfK)              | 16 (12 Wo.)       | 12     |
| Österreich (Ö3)                | 12 (8 Wo.)        | 8      |
| Vereinigte Staaten (Billboard) | 8 (24 Wo.)        | 24     |
| Vereinigtes Königreich (OCC)   | 6 (15 Wo.)        | 15     |

#### Singles
| Jahr | Titel            | Höchstplatzierung, Gesamtwochen, AuszeichnungChartplatzierungen (Jahr, Titel, , Platzierungen, Wochen, Auszeichnungen, Anmerkungen) | Höchstplatzierung, Gesamtwochen, AuszeichnungChartplatzierungen (Jahr, Titel, , Platzierungen, Wochen, Auszeichnungen, Anmerkungen) | Anmerkungen                           |
| Jahr | Titel            | UK | US | Anmerkungen                           |
| ---- | ---------------- | --- | --- | ------------------------------------- |
| 1979 | Old Siam, Sir    | UK35 (6 Wo.)UK | — | Erstveröffentlichung: 1. Juni 1979    |
| 1979 | Getting Closer   | UK60 (3 Wo.)UK | US20 (10 Wo.)US | Erstveröffentlichung: 17. August 1979 |
| 1979 | Arrow Through Me | — | US29 (10 Wo.)US |                                       |

### Auszeichnungen für Musikverkäufe
| Land/Region                  | Auszeichnungen für Musikverkäufe (Land/Region, Auszeichnung, Verkäufe) | Verkäufe  |
| ---------------------------- | ---------------------------------------------------------------------- | --------- |
| Kanada (MC)                  | 2× Platin                                                              | 200.000   |
| Vereinigte Staaten (RIAA)    | Platin                                                                 | 1.000.000 |
| Vereinigtes Königreich (BPI) | Gold                                                                   | 100.000   |
| Insgesamt                    | 1× Gold · 3× Platin ·                                                  | 1.300.000 |

Hauptartikel: Paul McCartney/Auszeichnungen für Musikverkäufe

## Videoaufnahmen
Vom 4. bis zum 13. Juni 1979 wurde unter der Regie von Keith McMillan in Lympne Castle Musikvideos der Lieder Goodnight Tonight, Getting Closer, Spin It On, Again and Again and Again, Old Siam, Sir, Arrow Through Me, Winter Rose/Love Awake und Baby’s Request gedreht. Das gesamte Set wurde im November und Dezember 1979 von verschiedenen US-Fernsehsendern ausgestrahlt. In Großbritannien wurden sie erst am 10. Juni 1981 von der BBC ausgestrahlt.
Weiterhin wurde ein Dokumentationsfilm mit dem Titel Rockestra unter der Regie von Bruce Chattington aufgenommen, der über die Aufnahmen zum Titel Rockestra Theme am 3. Oktober 1978 handelt, die Filmlänge beträgt etwa 43 Minuten.

## Concerts for the People of Kampuchea/Letzte Tournee der Wings
Vom 23. November bis zum 17. Dezember 1979 begaben sich die Wings auf Tournee durch Großbritannien mit 19 Konzerten. Es sollte die letzte Tournee der Wings sein.
Von dem Konzert, am 17. Dezember 1979, in Glasgow, wurde das Lied Coming Up als B-Seite der Paul-McCartney-Single Coming Up (Studio Version) im April 1980 veröffentlicht. Da in den USA überwiegend die B-Seite im Radio gespielt wurde, ist Coming Up somit die letzte Wings-Single und auch ihr letzter Nummer-eins-Hit.
Im Hammersmith Odeon fanden vom 26. bis zum 29. Dezember 1979 von Paul McCartney und Kurt Waldheim, Generalsekretär der UNO, vier Wohltätigkeitskonzerte für die Einwohner von Kambodscha statt. Im Rahmen dieser Konzertreihe gaben die Wings am 29. Dezember 1979 ihr letztes Konzert.
Teile der Konzerte erschienen im März 1981 auf der Doppel-Vinyl-LP Concert for the People of Kampuchea, auf der Seite vier des Doppelalbums wurden folgende drei Wings-Titel sowie drei Rockestra-Titel veröffentlicht:
1. Got to Get You into My Life (Lennon/McCartney) – 2:57
2. Every Night (McCartney) – 4:17
3. Coming Up (McCartney) – 4:08

Am Ende des Wings-Konzerts spielte die zusammengestellte Gruppe Rockestra, bestehend neben den Wings, noch aus folgenden Musikern: John Paul Jones, John Bonham, Robert Plant, die Gruppe Rockpile, James Honeyman-Scott und Pete Townshend die Lieder:
1. Lucille (Collins/Penniman) – 3:03
2. Let It Be (Lennon/McCartney) – 4:12
3. Rockestra Theme (McCartney) – 2:30

Ein Musikfilm über die Konzerte wurde am 4. Januar 1981 in Großbritannien ausgestrahlt, der noch zusätzlich die Lieder Getting Closer und Arrow Through Me enthält.